# Трескавец (манастир)
 Тази статия е за манастира в Северна Македония.  За селото в България вижте Трескавец (село).  
„Успение на Пресвета Богородица“, известен като Трѐскавец (на македонска литературна норма: „Успение на Пресвета Богородица“, Трескавец), е православен манастир в Северна Македония, част е от Преспанско-Пелагонийската епархия на Македонската православна църква – Охридска архиепископия.

## География
Местността Трескавец е разположена в скалите под Златовърх, на 8 km северно от град Прилеп и на 2 km южно от Горно село. Това е висок 600 m връх (надморска височина от 1400 m) с отлична гледка към околностите. От север и запад граничи с отвесни скали и гранитни грамади; от юг е достъпен през тясно седло, а от изток е покрита от скалата Златовръх (1422 m), която като най-интересна забележителност се вижда от полето на разстояние до 20 km. По време на бури гръмотевици често удрят този връх, откъдето идва и името Трескавец.

## История

### Антично светилище
На върха Трескавец е имало светилище още в Античността. От римската епоха (II – III век) са запазени два надписа върху мраморни постаменти, посветени на Аполон Етеуданос (Гръмовержец) и Артемида. Тук се споменава и името на светилището – Колобайса. Светилището се обслужва от посветени и служители. Техни са и многобройните гробове от елинистическо и римско време, разкопани на седловината южно от върха. Колобайса е посещавано от поклонници отдалеч.
В края на Античността на мястото на античния храм е построена християнска църква. От нея са останали разпръснати наоколо парчета мраморни колони и други декорации. По това време около заравнения връх и църквата с прилежащите постройки и жилищата за прислугата е изградена солидна стена с хоросан.

### Средновековен манастир
Манастирът е основан най-късно през 1230 година. В надпис над западната му врата е споменат управлявалият по това време император Михаил IX Палеолог, а е известно също, че крал Стефан Милутин е правил дарения на манастира. По времето на Стефан Душан Трескавец притежава множество недвижими имоти, метоси, църкви и над 20 селища. На Димитровден там се провежда панаир, който също носи значителни приходи.
Манастирската църква „Света Богородица“ е от XIV век, но е построена върху по-стари останки. Заобиколена е от манастирски конаци и други сгради, а целият комплекс е ограден със стена, построена върху по-стари руини. Укрепената площ е с размери 300 х 150 m (4 ha). Тук са се намирали и хамбари, складове, мазета и други стопански нужди на голямото манастирско имение.
В църковни документи Трескавец се споменава през 1334/5, 1343, 1345 и отново през 1467/8 година. През XIV век той има голямо имение, с множество села и имения в Пелагония и извън нея. По това време пазарът в Прилеп бил длъжен да му плаща данък от 100 перпера годишно. В несигурните времена от края на XIV век укрепеният манастирски район на Трескавец несъмнено е служил като убежище за околното население.
През по-голямата част от съществуването си манастирът Трескавец е подчинен на Охридската архиепископия. След нейното закриване той запада и в началото на XIX век в него вече няма монаси, а сградите са поддържани от свещеници и миряни от съседните села.

### Българско възраждане
В средата на XIX век владиката Герасим Пелагонийски унищожава повечето от ценните книжовни паметници на старобългарската литература, пазени в манастира.
След 1852 година манастирът е управляван от Прилепската българска община. През 1866 година той е почти изцяло унищожен от пожар и през следващите 5 години е построен отново с дарения от прилепските еснафи и някои от селата в областта от игумена Христо Поптрайков от Долгаец и епитроп Никола Бутлев от Прилеп. През този период там функционира училище за свещеници.
В 1897 година българският революционер и етнограф Гьорче Петров от Прилепско в книгата си „Материали по изучаванието на Македония“ описва манастира, произхода на името му и тогавашното положение така: 
| „ | В самитѣ поли на Злато-върхъ на една малка плоскость е манастиря Трѣскавецъ или Св. Богородица – един отъ старитѣ и богати манастири по насъ. Пѫтникът по джадето отъ Градско до Прилѣпъ, щом се покаже на Плетваръ, прѣд него живостно се издига иглообразния Злато-върфъ, в политѣ на който, сякаш залѣпенъ за скалитѣ, се бѣлѣе Трѣскавецъ. Той има валчестъ, макаръ и не особено широкъ, дворъ, въ срѣдъ който е църквичката. Тя е стара, малка и съ три кубета. Срѣдното от тѣх е расцѣпено, трѣснѫто от една гръмотѣвица, поради което манастиря е нарѣченъ Трѣскавецъ. От всичкитѣ страни е заобиколен съ здания на 2 етажа, исключая южната страна, дѣто стои низко едноетажно и старо здание. Портата е въ западния ѝ край и над нея е издигнѫта камбанарията. От Прилѣпъ до манастиря води кривулестъ, скалистъ и каменистъ пътъ, по който съ трудъ се ходи възсѣдналъ на конъ, а от западната страна по землестия западен склон на Злато-връхъ селянитѣ отъ околнитѣ села Присадъ, Дупячени и Небрѣгово идѫтъ во манастиря за черкувание по казарски пѫтечки. Манастирьтъ е доста богатъ. Освѣнъ отъ гоститѣ, които твърдѣ го посѣщаватъ, като стара светиня, много събира и от панаиря на 15-ий августъ, на който дохаждатъ хора отъ цѣло Прилѣпско, Велешко, Тиквешко и Крушевско, нъ главнитѣ приходи идѫтъ отъ движимитѣ и недвижимитѣ му имущества. Той е подъ управлението на Прилѣпската община, която взема отъ него приходъ за градскитѣ училища 150 – 200 лири годишно. Калугери въ манастиря няма. | “ |

През 1911 година османските власти отнемат манастира от Българската прилепска община и го предават на съседните сърбомански села.
На 4 февруари 2013 година голяма част от манастира отново изгаря, изпепелени са конаците, но църквата на манастира оцелява от пожара.

## „Успение Богородично“
Църквата в основата се е еднокорабна с наос с купол и разделен с пиластри на няколко части. Фреските в църквата са от няколко периода от XIV до XIX век. От XIV век е и притворът с двете куполести кули, разположени на западната част на църквата.